# Rhagastis acuta
Rhagastis acuta là một loài bướm đêm thuộc họ Sphingidae. Nó được tìm thấy ở south-Đông Á, bao gồm Ấn Độ, Thái Lan và Indonesia.
Nó giống với Rhagastis velata và Rhagastis hayesi.